# 田村秀
田村 秀（たむら しげる、1962年10月2日 - ）は、日本の行政学者。長野県立大学公共経営コース長 。専門は行政学・地方自治・公共政策・食によるまちづくりなど。国際基督教大学博士（学術）。北海道苫小牧市出身。

## 主張
- 地域の振興を研究しており、地方都市が生き残るには　歴史的景観、街の魅力の強化について主張している[2]。
- 新型コロナウイルスのワクチン接種に関しては、地方の裁量を許容することを述べている[3]。
- 琉球独立運動や琉球民族独立総合研究学会について、中国の愛国主義者が沖縄を自治区をしようと主張していることにふれ危惧を述べた[4]。(詳細は中国人による沖縄県への認識)
- 大阪府知事の松井一郎の臨時府議会招集拒否に関し辞任を主張した[5]。

## 経歴
- 1962年（昭和37年）- 10月2日、北海道苫小牧市生まれ。
- 1981年（昭和56年） - 北海道苫小牧東高等学校卒業。
- 1986年（昭和61年）- 東京大学工学部卒業。
  - 自治省に入省。
  - 岐阜県総務部地方課に勤務。
- 1988年（昭和63年）- 国土庁防災局震災対策課広域防災係長。
- 1989年（平成元年）- 自治省財政局地方債課主査。
- 1990年（平成2年）- 自治省収益事業係長。
- 1992年（平成4年）- 香川県企画部企画調整課長。
- 1993年（平成5年）- 市町村アカデミー教授・研修主幹。
- 1994年（平成6年）- 三重県総務部財政課長。
- 1996年（平成8年）- 自治省行政局公務員部給与課課長補佐。
- 1997年（平成9年）- 東京大学大学院総合文化研究科助教授。
  - 人事院短期在外研究員（バーミンガム大学地方自治学部客員研究員）
- 1998年（平成10年）- 自治大臣官房国際室課長補佐。
- 2000年（平成12年）- 自治大学校教授。
- 2001年（平成13年）- 新潟大学法学部助教授。
- 2002年（平成14年）- 政策研究大学院大学客員助教授。
- 2004年（平成16年）- 新潟大学大学院実務法学研究科助教授。
- 2005年（平成17年）- 国際基督教大学博士（学術）[6]。
- 2006年（平成18年）- 政策研究大学院大学非常勤講師。
- 2007年（平成19年）- 新潟大学大学院実務法学研究科教授。
- 2011年（平成23年）- 新潟大学法学部副学部長。
- 2013年（平成25年）- 4月、新潟大学法学部長に就任。
- 2015年（平成27年）- 4月、地方創生人材支援制度により「みなかみ町」参与（非常勤）に就任[7][8] 。
- 2018年（平成30年）- 4月2日、長野県立大学公共経営コース長に就任[9][10]。
- 2019年（平成31年）- 4月1日、上田市政策研究センター政策アドバイザーに就任[11]。

## 主要研究対象
- イギリスの地方制度改革、市長の経歴に関する研究、道州制、政策形成。

## 役職
- みなかみ町参与（地方創生人材支援制度）
- 新潟州構想検討委員会委員。
- 内閣府道州制ビジョン懇談会区割り基本方針検討専門委員会委員。
- 全国知事会第9次自治制度研究会委員。
- 新潟市入札監視委員会委員長。
- 原子力損害賠償紛争審査会専門委員。
- B-1グランプリ特別審査員。

## 著書

### 単著
- 『自治体庁舎の行政学』（溪水社）ISBN 9784863276062（発行日 2022年10月）
- 『自治体と大学: 少子化時代の生き残り策（ちくま新書）』（筑摩書房）ISBN 9784480074959 (発行日 2022年8月10日)
- 『公立大学の過去・現在そして未来: 持続可能な将来への展望』（玉川大学出版部）ISBN 9784472406034（発行日 2021年9月30日）
- 『データ・リテラシーの鍛え方: “思い込み”で社会が歪む（イースト新書）』（イースト・プレス）ISBN 9784781651194（発行日 2019年12月）
- 『地方都市の持続可能性:「東京ひとり勝ち」を超えて（ちくま新書）』（筑摩書房）ISBN 9784480071750 (発行日 2018年11月5日)
- 『データでみる日本の温泉: 市町村別調査の結果から  [Kindle版]』Kindle版 ASIN B01ARXQM7Y
- 『自治体崩壊（イースト新書）』（イースト・プレス）ISBN 9784781650432（発行日 2014年12月10日）
- 『「ご当地もの」と日本人（祥伝社新書）』（祥伝社）ISBN 9784396113896（発行日 2014年11月4日）
- 『道州制で日本はこう変わる～都道府県がなくなる日～』（扶桑社）ISBN 9784594069506（発行日 2013年12月2日）
- 平松ラジオ：田村秀「地方自治はどんな〝改革〟 を必要としているのか 」（全巻セット）ラジオデイズ[12] 。
- 『暴走する地方自治（ちくま新書）』（筑摩書房） ISBN 978-4480066640（発行日 2012年5月）
- 『消滅か復権か―瀬戸際の新潟県12の課題』（新潟日報事業社） ISBN 978-4861323928 （発行日 2010年5月）
- 『2025年の新潟を展望する-新潟をめぐる7つの課題（ブックレット新潟大学）』（新潟日報事業社）ISBN 978-4861323577（発行日 2009年9月）
- 『B級グルメが地方を救う（集英社新書）』（集英社） ISBN 978-4087204629 （発行日 2008年9月）
- 『自治体格差が国を滅ぼす（集英社新書）』（集英社） ISBN 978-4-08-720422-3（発行日 2007年12月）
- 『Local Politicians in Japan』（新潟大学）（2007年）
- 『データの罠　世論はこうしてつくられる（集英社新書）』（集英社） ISBN 978-4-08-720360-8（発行日 2006年9月）
- 『道州制・連邦制　これまでの議論・これからの展望』（ぎょうせい） ISBN 978-4-324-07494-7（発行日 2004年10月）
- 『政策形成の基礎知識―分権時代の自治体職員に求められるもの』 （第一法規出版） ISBN 978-4474018167 （発行日 2004年10月）
- 『市長の履歴書―誰が市長に選ばれるのか』（ぎょうせい）ISBN 978-4324072141（発行日 2003年12月）